# The Nation (Thaïlande)
Cet article concerne le quotidien thaïlandais. Pour le quotidien pakistanais, voir The Nation (Pakistan). Pour l'hebdomadaire américain, voir The Nation.
The Nation est un quotidien thaïlandais grand format de langue anglaise et actuellement de tendance conservatrice fondé en 1971. Il est publié à 50 000 exemplaires à Bangkok, voire 68 000 exemplaires, par Nation Multimedia Group et membre d'Asia News Network. Son concurrent le plus direct est le Bangkok Post publié à 55 000 exemplaires voire 70 000 exemplaires.

## Histoire
The Nation a été fondé par des journalistes le 1er juillet 1971 sous le nom The Voice of the Nation, plus tard raccourci en The Nation.
Il a connu d'importants changements en 1991, lorsqu'il a été rejoint par plusieurs journalistes du Bangkok Post.
En 2008, sous la direction de son nouvel directeur éditorial Thanong Khanthong, The Nation a licencié une bonne partie de son personnel pour se transformer en journal économique, en transférant une partie de son contenu dans un supplément tabloïd gratuit, le Daily Xpress.

## Ligne éditoriale
The Nation et le Bangkok Post ont un traitement similaire des nouvelles internationales ; ils s'adressent tous deux principalement à la classe supérieure et moyenne-supérieure de Thaïlande, celle qui a eu accès à une éducation en anglais (souvent à l'étranger). 
Pendant longtemps le contenu de The Nation était plus progressiste que celui du Bangkok Post.
Mais après l'élection du premier ministre Thaksin Shinawatra en 2001, plusieurs compagnies associées avec cet homme d’État cessèrent de faire leur publicité dans The Nation. Le journal rendit public ses pertes de revenu publicitaire et adopta une ligne éditoriale férocement anti-Thaksin. Il soutint fortement la campagne de l'Alliance Populaire pour la Démocratie (« chemises jaunes ») contre lui en 2006. The Nation perdit alors une large part de sa crédibilité et fut classé conservateur et royaliste.
Actuellement, les éditoriaux de The Nation sont légèrement plus favorable aux gouvernements pro-royalistes et pro-élitistes et le journal se montre légèrement plus nationaliste que le Bangkok Post dans ses reportages quotidiens, qui adoptent souvent une perspective plus « grand public » ou occidentale (bien que la cible prioritaire de ces deux journaux soient les thaïs anglophones et que la part farang du lectorat payant puisse être considérée comme négligeable du point de vue des propriétaires).

## Initiative Numérique de The Nation
Le site web de The Nation est une plateforme complète offrant des nouvelles à jour en anglais sur divers sujets, notamment la politique, l'économie, le tourisme et la vie quotidienne en Thaïlande. 
Le site web est bien organisé et propose des sections spéciales, des galeries de photos et des vidéos, offrant ainsi aux lecteurs une expérience multimédia complète. 
Cela démontre l'engagement du journal à rester à jour avec les tendances numériques et à offrir du contenu accessible à un public mondial.

## Bureaux locaux
The Nation a des bureaux à Chiang Mai, Hat Yai, Khon Kaen, Nakhon Ratchasima et Pattaya.